# نجف شهر
نجف شهر (بالفارسية: نجف‌شهر) هي منطقة سكنية تقع في إيران في البلدة المركزية. يقدر عدد سكانها بـ 6,768 نسمة .